# Santmargats, Zavkhan
Santmargats (tiếng Mông Cổ: Сантмаргац) là một sum của tỉnh Zavkhan ở miền tây Mông Cổ. Vào năm 2005, dân số của sum là 2.101 người.

## Địa lý
Sum có diện tích khoảng 2.400 km2. Trung tâm sum, Kholboo, nằm cách tỉnh lỵ Uliastai 292 km và thủ đô Ulaanbaatar 1.400 km

### Khí hậu
Santmargats có khí hậu bán khô hạn. Nhiệt độ trung bình hàng năm ở khu vực này là 1 °C. Tháng ấm nhất là tháng 7, khi nhiệt độ trung bình là 26 °C và lạnh nhất là tháng 1, với -26 °C. Lượng mưa trung bình hàng năm là 215 mm. Tháng ẩm ướt nhất là tháng 8, với lượng mưa trung bình là 46 mm, và khô nhất là tháng 1, với 2 mm.

## Kinh tế
Sum có một trường học, bệnh viện và nhà nghỉ.